# Постнов, Василий Васильевич
Васи́лий Васильевич Постно́в (24 марта 1962, Ташкент, Узбекская ССР, СССР — 4 марта 2009, Москва, Россия) — советский футболист, полузащитник. Мастер спорта СССР (1990).

## Карьера

### Клубная
Воспитанник спортшколы «Старт» (Ташкент). Приглашен в «Пахтакор» в 1980 году. За два сезона провёл в высшей лиге 14 матчей и в 1982 году был отправлен в «Звезду» (Джизак). Выступая за эту команду в первой лиге, призывался в молодёжную сборную СССР. В «Звезде» при тренере Г. А. Красницком стал ведущим полузащитником клуба.
В 1985 году возвращен Иштваном Секечем в «Пахтакор», которым годом ранее вылетел из высшей лиги. Выделялся физической выносливостью и четким выполнением тренерского задания на поле. Вследствие этого стал одним из основных игроков команды.
В 1989 году, после успешной игры на Кубок СССР против душанбинского «Памира», приглашен в эту команду. В «Памире» играл в высшей лиге, был одним из лучших игроков клуба.
В 1992 году после распада Союза вместе с одноклубником Юрием Батуренко перешёл в московский «Локомотив», где провёл 13 игр в высшей лиге.
В том же году уехал в Марокко. В составе ВАК (Касабланка) стал чемпионом страны, выиграл Кубок Африканских чемпионов и Афро-азиатский кубок.
В сезоне 1994/95 вместе с командой ФЮС выиграл кубок Марокко. Однако клуб покинул высшую лигу, а Постнов уехал в Россию.
Футбольную карьеру завершал на любительском уровне, играя вместе с другим бывшим футболистом «Пахтакора» и джизакской «Звезды» Андреем Медянским в первенстве России среди КФК (зона «Центр», Подмосковье) за команду города Краснознаменска.

### В сборной
Летом 1992 года провёл в составе сборной Таджикистана игру против Узбекистана на турнире центрально-азиатских стран.

## Достижения
- Обладатель Кубка Африканских чемпионов 1992 (играл в 1-м финале под № 10[4])
- Обладатель Афроазиатского кубка 1993[5]
- Чемпионат Таджикистана по футболу 1992 года.
- Чемпион Марокко 1992/93
- Обладатель Кубка Марокко 1994/95 (забил гол в финале[6])
- 2-й призёр чемпионата Марокко 1993/94
- Обладатель Кубка первой лиги (2): 1988, 1989